# Chibchanomys trichotis
Chibchanomys trichotis е вид бозайник от семейство Хомякови (Cricetidae).

## Разпространение
Видът е разпространен във Венецуела, Колумбия и Перу.